# Quicksilver
Quicksilver (Pietro Maximoff) là nhân vật siêu anh hùng hư cấu xuất hiện trong sách truyện tranh của Mỹ, xuất bản bởi Marvel Comics. Nhân vật xuất hiện lần đầu tiên trong sách truyện tranh X-Men #4 (Tháng 3 năm 1964), được tạo bởi Stan Lee và Jack Kirby.
Quicksilver có tên thật là Pietro, là con trai của Magneto, đồng thời là em trai song sinh với Scarlet Witch（Scarlet Witch ra đời trước Quicksilver 30 giây）. Anh có khả năng chạy nhanh từ khi ra đời(345 m/s). Tuy nhiên qua thời gian,khả năng này đã ngày một nâng cao (anh chạy vòng quanh thế giới mất 91s). Anh cũng được kênh thông tin điện ảnh Vreview đánh giá là một trong 10 người chạy nhanh nhất thế giới (hư cấu).
Anh cũng là nhân vật tham gia nhiêu tổ chức khác nhau: Brotherhood of evil mutants của cha mình là Magneto hay mới nhất là sự xuất hiện của anh trong Avenger 2: Age of Ultron.Tuy vậy anh cũng như Scalet Witch không tham gia X-men vì X-men cũng không thích cặp song sinh này vì họ từng tham gia Brotherhood of Evil Mutants mà họ cũng chẳng thiết tha gì với tổ chức này vì họ vốn không thích người đột biến.Nhưng Scarlet Witch ở đâu thì Quicksilver ở đó, điều này càng khẳng định sự thân thiết của họ.Sự hi sinh của anh trong Avenger 2: Age of Ultron(phim 2015) đã gây nhiều tranh cãi, Quicksilver chết chỉ vì không né được vài viên đạn.
Anh hay được so sánh với The Flash của DC comics. Tuy nhiên nếu so sánh trên nhiều mặt thì The Flash có vẻ nhỉnh hơn một chút do anh có kinh nghiệm chiến đấu hơn, đòng thời anh có nhiều đồng minh đáng tin cậy hơn: Superman; green lantern,... 